# Lamplugh
Lamplugh – wieś i civil parish w Anglii, w Kumbrii, w dystrykcie (unitary authority) Cumberland. W 2001 civil parish liczyła 763 mieszkańców. W civil parish znajduje się 12 zabytkowych budynków.